# Июнь, начало лета
«Июнь, начало лета» (лит. Birželis, vasaros pradžia) — художественный фильм 1969 года режиссёра Раймондаса Вабаласа.

## Сюжет
Действие фильма происходит в маленьком городке, где жизнь на виду и все друг друга знают до мелочей. Это рассказ о судьбах нескольких обитателей — инженера, ксёндза, врача, школьницы.

## В ролях
- Витаутас Томкус — Стасис Юргайтис
- Эльвира Жебертавичюте — Лайма
- Юонас Будрайтис — Науёкайтис
- Гедиминас Карка — отец Стасиса
- Альгимантас Масюлис — ксёндз
- Аудрис Мечисловас Хадаравичюс — Балис
- Дануте Юроните — Ангеле
- Стасис Паска — эпизод

## Съёмки и съёмочная группа
- Режиссёр: Раймондас Вабалас
- Авторы сценария: Раймондас Вабалас, Ицхокас Мерас
- Оператор: Альгирдас Араминас
- Композитор: Альгимантас Апанавичюс

## О фильме
Картина не была выпущена во всесоюзный кинопрокат, её демонстрировали только на экранах Литовской ССР. По мнению А. В. Фёдорова, это было связано с присутствием в фильме персонажа-священника.
«„Июнь, начало лета“ — ровная, стилистически выдержанная картина Р. Вабаласа, образная система которой чем-то напоминает „Июльский дождь“, только самопознание героев Марлена Хуциева ограничено кругом этических проблем. Проблематика же „Июня“ значительно шире. Один пласт фильма линия несостоявшейся любви Лаймы и Стасиса — врастает в другой — стремление героев утвердить себя на профессиональном поприще».